# Discografia dei Marillion
La discografia dei Marillion, gruppo musicale neoprogressive britannico attivo dal 1977, è composta da venti album in studio, due di remix, oltre venti dal vivo, dieci raccolte, un EP e quaranta singoli.

## Album

### Album in studio
| Anno                                                                          | Titolo | Classifiche | Classifiche | Classifiche | Classifiche | Classifiche | Classifiche | Classifiche | Certificazioni               |
| Anno                                                                          | Titolo | UK          | GER         | NLD         | NOR         | SWE         | SWI         | USA         | Certificazioni               |
| ----------------------------------------------------------------------------- | --- | ----------- | ----------- | ----------- | ----------- | ----------- | ----------- | ----------- | ---------------------------- |
| 1983                                                                          | Script for a Jester's Tear - Pubblicato: 14 marzo 1983 - Etichetta: EMI - Formati: LP, MC, CD, 2 CD, download digitale                           | 7           | 5           | 56          | —           | 42          | 49          | 175         | - UK: Platino                |
| 1984                                                                          | Fugazi - Pubblicato: 12 marzo 1984 - Etichetta: EMI - Formati: LP, MC, CD, 2 CD, download digitale                                               | 5           | 4           | 14          | —           | 23          | 13          | —           | - UK: Oro                    |
| 1985                                                                          | Misplaced Childhood - Pubblicato: 17 giugno 1985 - Etichetta: EMI - Formati: CD, LP, MC, 2 CD, download digitale                                 | 1           | 3           | 6           | 10          | 15          | 6           | 47          | - GER: Platino - UK: Platino |
| 1987                                                                          | Clutching at Straws - Pubblicato: 22 giugno 1987 - Etichetta: EMI - Formati: CD, LP, MC, 2 CD, download digitale                                 | 2           | 3           | 3           | 4           | 9           | 3           | 103         | - GER: Oro - UK: Oro         |
| 1989                                                                          | Seasons End - Pubblicato: 25 settembre 1989 - Etichetta: EMI - Formati: CD, LP, MC, 2 CD, download digitale                                      | 7           | 11          | 20          | 20          | 28          | 11          | —           | - UK: Oro                    |
| 1991                                                                          | Holidays in Eden - Pubblicato: 24 giugno 1991 - Etichetta: EMI - Formati: CD, LP, MC, 2 CD, download digitale                                    | 7           | 10          | 7           | —           | 36          | 17          | —           |                              |
| 1994                                                                          | Brave - Pubblicato: 7 febbraio 1994 - Etichetta: EMI - Formati: CD, 2 LP, MC, 2 CD, download digitale                                            | 10          | 17          | 7           | —           | 25          | 21          | —           |                              |
| 1995                                                                          | Afraid of Sunlight - Pubblicato: 24 giugno 1995 - Etichetta: EMI - Formati: CD, MC, 2 LP, 2 CD, download digitale                                | 16          | 75          | 8           | —           | 34          | —           | —           |                              |
| 1997                                                                          | This Strange Engine - Pubblicato: 21 aprile 1997 - Etichetta: Intact Records - Formati: CD, 2 LP, download digitale                              | 27          | 48          | 10          | —           | —           | —           | —           |                              |
| 1998                                                                          | Radiation - Pubblicato: 21 settembre 1998 - Etichetta: Intact Records - Formati: CD, 2 CD, 2 LP, download digitale                               | 35          | 46          | 26          | —           | —           | —           | —           |                              |
| 1999                                                                          | marillion.com - Pubblicato: 18 ottobre 1999 - Etichetta: Intact Records - Formati: CD, 2 LP, download digitale                                   | 53          | 55          | 40          | —           | —           | —           | —           |                              |
| 2001                                                                          | Anoraknophobia - Pubblicato: 7 maggio 2001 - Etichetta: Intact Records - Formati: CD, 2 CD, 2 LP, download digitale                              | —           | 42          | 67          | —           | —           | —           | —           |                              |
| 2004                                                                          | Marbles - Pubblicato: 3 maggio 2004 - Etichetta: Intact Records - Formati: 2 CD, CD, 2 LP, download digitale                                     | —           | 56          | 42          | —           | —           | —           | —           |                              |
| 2007                                                                          | Somewhere Else - Pubblicato: 9 aprile 2007 - Etichetta: Intact Records - Formati: CD, 2 LP, download digitale                                    | 24          | 36          | 18          | —           | —           | 83          | —           |                              |
| 2008                                                                          | Happiness Is the Road - Pubblicato: 20 ottobre 2008 - Etichetta: Intact Records - Formati: 2 CD, 2 LP, download digitale                         | —           | —           | 83          | —           | —           | —           | —           |                              |
| 2009                                                                          | Less Is More - Pubblicato: 2 ottobre 2009 - Etichetta: Intact Records - Formati: CD, 2 LP, download digitale                                     | 136         | —           | 72          | —           | —           | —           | —           |                              |
| 2012                                                                          | Sounds That Can't Be Made - Pubblicato: 17 settembre 2012 - Etichetta: Intact Records - Formati: CD, CD+DVD, 2 CD, 2 LP, download digitale       | 43          | 29          | 22          | 37          | 55          | 58          | —           |                              |
| 2016                                                                          | Fuck Everyone and Run (F E A R) - Pubblicato: 23 settembre 2016 - Etichetta: Intact Records - Formati: CD, CD+DVD, 2 CD, 2 LP, download digitale | 4           | 10          | 6           | —           | 17          | 15          | —           |                              |
| 2019                                                                          | With Friends from the Orchestra - Pubblicato: 16 ottobre 2019 - Etichetta: Intact Records - Formati: CD, 2 LP, download digitale                 | —           | 69          | 79          | —           | —           | 85          | —           |                              |
| 2022                                                                          | An Hour Before It's Dark - Pubblicato: 4 marzo 2022 - Etichetta: Intact Records - Formati: CD, CD+DVD, MC, 2 LP, download digitale               | 2           | 2           | 2           | 32          | 29          | 6           | —           |                              |
| "—" indica una pubblicazione non classificata o non pubblicata in quel Paese. | |             |             |             |             |             |             |             |                              |

### Album di remix
| Anno | Titolo |
| ---- | --- |
| 1998 | Tales from the Engine Room (con i The Positive Light) - Pubblicato: 1998 - Etichetta: Racket Records, Eagle Records - Formati: CD |
| 2004 | Remixomatosis - Pubblicato: 26 agosto 2004 - Etichetta: Racket Records - Formati: CD                                              |

### Album dal vivo
| Anno                                                                          | Titolo | Classifiche | Classifiche | Classifiche | Classifiche | Classifiche | Certificazioni |
| Anno                                                                          | Titolo | UK          | GER         | NLD         | SWI         | USA         | Certificazioni |
| ----------------------------------------------------------------------------- | --- | ----------- | ----------- | ----------- | ----------- | ----------- | -------------- |
| 1984                                                                          | Real to Reel - Pubblicato: novembre 1984 - Etichetta: EMI - Formati: LP, MC, CD, download digitale                                                                           | 8           | 38          | —           | —           | —           | - UK: Oro      |
| 1988                                                                          | The Thieving Magpie - Pubblicato: 29 novembre 1988 - Etichetta: EMI - Formati: 2 CD, 2 LP, MC, download digitale                                                             | 25          | 19          | 46          | 18          | —           | - UK: Oro      |
| 1993                                                                          | Live in Glasgow - Pubblicato: 23 novembre 1993 - Etichetta: Racket Records, earMUSIC - Formati: 2 CD, download digitale                                                      | —           | —           | —           | —           | —           |                |
| 1996                                                                          | Made Again - Pubblicato: marzo 1996 - Etichetta: EMI - Formati: 2 CD, download digitale                                                                                      | 37          | —           | 35          | —           | —           |                |
| 1999                                                                          | Unplugged at the Walls - Pubblicato: marzo 1999 - Etichetta: Racket Records, earMUSIC - Formati: 2 CD, download digitale                                                     | —           | —           | —           | —           | —           |                |
| 2002                                                                          | Anorak in the UK - Pubblicato: 8 aprile 2002 - Etichetta: Intact Records - Formati: CD, 2 CD, download digitale                                                              | —           | —           | —           | —           | —           |                |
| 2005                                                                          | Popular Music - Pubblicato: 9 marzo 2005 - Etichetta: Racket Records, earMUSIC - Formati: CD, download digitale                                                              | —           | —           | —           | —           | —           |                |
| 2005                                                                          | Marbles Live - Pubblicato: 14 ottobre 2005 - Etichetta: Racket Records - Formati: CD, download digitale                                                                      | —           | —           | —           | —           | —           |                |
| 2006                                                                          | Smoke - Pubblicato: 18 settembre 2006 - Etichetta: Racket Records, earMUSIC - Formati: CD, download digitale                                                                 | —           | —           | —           | —           | —           |                |
| 2006                                                                          | Mirrors - Pubblicato: 18 settembre 2006 - Etichetta: Racket Records, earMUSIC - Formati: 2 CD, download digitale                                                             | —           | —           | —           | —           | —           |                |
| 2009                                                                          | Happiness Is Cologne - Pubblicato: 17 marzo 2009 - Etichetta: Racket Records, earMUSIC - Formati: 2 CD, download digitale                                                    | —           | —           | —           | —           | —           |                |
| 2009                                                                          | Live from Loreley - Pubblicato: 13 luglio 2009 - Etichetta: EMI - Formati: 2 CD, download digitale                                                                           | —           | —           | —           | —           | —           |                |
| 2009                                                                          | Recital of the Script - Pubblicato: 13 luglio 2009 - Etichetta: EMI - Formati: 2 CD, download digitale                                                                       | —           | —           | —           | —           | —           |                |
| 2010                                                                          | Tumbling Down the Years - Pubblicato: 9 aprile 2010 - Etichetta: Racket Records, earMUSIC - Formati: 2 CD, download digitale                                                 | —           | —           | —           | —           | —           |                |
| 2010                                                                          | Size Matters - Pubblicato: 9 aprile 2010 - Etichetta: Racket Records, earMUSIC - Formati: 2 CD, download digitale                                                            | —           | —           | —           | —           | —           |                |
| 2010                                                                          | Live from Cadogan Hall - Pubblicato: 8 novembre 2010 - Etichetta: Racket Records, earMUSIC - Formati: 2 CD, download digitale                                                | —           | 56          | —           | —           | —           |                |
| 2011                                                                          | Holidays in Eden Live - Pubblicato: 7 novembre 2011 - Etichetta: Racket Records, earMUSIC - Formati: 2 CD, download digitale                                                 | —           | —           | —           | —           | —           |                |
| 2011                                                                          | Best.Live - Pubblicato: 16 novembre 2011 - Etichetta: Racket Records, Madfish - Formati: 2 CD, 4 LP                                                                          | —           | —           | —           | —           | —           |                |
| 2013                                                                          | Brave Live 2013 - Pubblicato: 14 ottobre 2013 - Etichetta: Racket Records - Formati: 2 CD, 2 DVD, BD, download digitale                                                      | —           | —           | —           | —           | —           |                |
| 2014                                                                          | A Sunday Night Above the Rain - Pubblicato: 19 maggio 2014 - Etichetta: Racket Records, earMUSIC - Formati: 2 CD, 3 LP, 4 CD+2 LP+3 BD, download digitale                    | —           | 77          | —           | —           | —           |                |
| 2016                                                                          | Waves and Numb3rs - Pubblicato: 7 dicembre 2016 - Etichetta: Racket Records - Formati: 2 CD, download digitale                                                               | —           | —           | —           | —           | —           |                |
| 2016                                                                          | Marbles in the Park - Pubblicato: 7 dicembre 2016 - Etichetta: Racket Records, earMUSIC - Formati: 2 CD, DVD, BD, 3 LP, download digitale                                    | —           | 60          | 89          | —           | —           |                |
| 2016                                                                          | Singles Night - Pubblicato: 7 dicembre 2016 - Etichetta: Racket Records - Formati: 2 CD, download digitale                                                                   | —           | —           | —           | —           | —           |                |
| 2017                                                                          | The Gold - Best of Convention 2017 - Pubblicato: 19 dicembre 2017 - Etichetta: Racket Records, earMUSIC - Formati: CD, download digitale                                     | —           | —           | —           | —           | —           |                |
| 2018                                                                          | All One Tonight - Live at the Royal Albert Hall - Pubblicato: 6 aprile 2018 - Etichetta: Racket Records, earMUSIC - Formati: 2 CD, 2 DVD, 2 BD, 2 CD+2 BD, download digitale | —           | —           | —           | —           | —           |                |
| 2019                                                                          | Marillion.cl/Viernes.noche - Pubblicato: 21 marzo 2019 - Etichetta: Racket Records - Formati: 2 CD, download digitale                                                        | —           | —           | —           | —           | —           |                |
| 2019                                                                          | Marillion.cl/En.el.Marquee - Pubblicato: 21 marzo 2019 - Etichetta: Racket Records - Formati: CD, download digitale                                                          | —           | —           | —           | —           | —           |                |
| 2019                                                                          | Marillion.cl/Dotcom - Pubblicato: 21 marzo 2019 - Etichetta: Racket Records - Formati: 2 CD, download digitale                                                               | —           | —           | —           | —           | —           |                |
| 2020                                                                          | With Friends at St David's - Pubblicato: 6 novembre 2020 - Etichetta: Racket Records - Formati: 2 CD, 3 LP, 2 DVD, 2 BD, download digitale                                   | —           | 27          | —           | 62          | —           |                |
| "—" indica una pubblicazione non classificata o non pubblicata in quel Paese. | |             |             |             |             |             |                |

### Raccolte
| Anno                                                                          | Titolo | Classifiche | Classifiche | Classifiche | Classifiche |
| Anno                                                                          | Titolo | UK          | GER         | NLD         | SWI         |
| ----------------------------------------------------------------------------- | --- | ----------- | ----------- | ----------- | ----------- |
| 1988                                                                          | B'Sides Themselves - Pubblicato: 4 gennaio 1988 - Etichetta: EMI - Formati: CD, LP, MC, download digitale            | 64          | —           | 52          | —           |
| 1992                                                                          | A Singles Collection - Pubblicato: 1992 - Etichetta: EMI - Formati: CD, LP                                           | 27          | 46          | 31          | 38          |
| 1997                                                                          | The Best of Both Worlds - Pubblicato: febbraio 1997 - Etichetta: EMI - Formati: 2 CD, 2 LP, download digitale        | —           | —           | 58          | —           |
| 2000                                                                          | The Singles '82-88' - Pubblicato: 2000 - Etichetta: EMI - Formati: 12 CD, 3 CD                                       | —           | —           | —           | —           |
| 2002                                                                          | Singles Box Vol 2 '89-'95 - Pubblicato: 2002 - Etichetta: EMI - Formati: 12 CD, 4 CD                                 | —           | —           | —           | —           |
| 2003                                                                          | The Best of Marillion - Pubblicato: 2003 - Etichetta: EMI - Formati: CD                                              | —           | —           | —           | —           |
| 2008                                                                          | Early Stages: The Official Bootleg Box Set 1982-1987 - Pubblicato: 17 novembre 2008 - Etichetta: EMI - Formati: 6 CD | —           | —           | —           | —           |
| 2010                                                                          | The Official Bootleg Box Set Vol 2 - Pubblicato: 31 maggio 2010 - Etichetta: EMI - Formati: 8 CD                     | —           | —           | —           | —           |
| 2013                                                                          | Early Stages: The Highlights - Pubblicato: 17 marzo 2013 - Etichetta: EMI - Formati: 2 CD                            | —           | —           | —           | —           |
| 2014                                                                          | Best Sounds - Pubblicato: 28 aprile 2014 - Etichetta: Racket Records - Formati: CD                                   | —           | —           | —           | —           |
| "—" indica una pubblicazione non classificata o non pubblicata in quel Paese. | |             |             |             |             |

## Extended play
| Anno | Titolo                                                                       | Classifiche | Classifiche | Classifiche |
| Anno | Titolo                                                                       | GER         | SWI         | USA         |
| ---- | ---------------------------------------------------------------------------- | ----------- | ----------- | ----------- |
| 1986 | Brief Encounter - Pubblicato: giugno 1986 - Etichetta: EMI - Formati: LP, MC | 42          | 67          | 67          |

## Singoli
| Anno                                                                          | Titolo                              | Classifiche | Classifiche | Classifiche | Classifiche | Classifiche | Classifiche | Classifiche | Certificazioni | Album di provenienza            |
| Anno                                                                          | Titolo                              | UK          | GER         | NLD         | NOR         | SWI         | USA         | USA Main.   | Certificazioni | Album di provenienza            |
| ----------------------------------------------------------------------------- | ----------------------------------- | ----------- | ----------- | ----------- | ----------- | ----------- | ----------- | ----------- | -------------- | ------------------------------- |
| 1982                                                                          | Market Square Heroes                | 53          | —           | —           | —           | —           | —           | —           |                | /                               |
| 1983                                                                          | He Knows You Know                   | 35          | —           | —           | —           | —           | —           | 21          |                | Script for a Jester's Tear      |
| 1983                                                                          | Garden Party                        | 16          | —           | —           | —           | —           | —           | —           |                | Script for a Jester's Tear      |
| 1984                                                                          | Punch and Judy                      | 29          | —           | —           | —           | —           | —           | —           |                | Fugazi                          |
| 1984                                                                          | Assassing                           | 22          | —           | —           | —           | —           | —           | —           |                | Fugazi                          |
| 1985                                                                          | Kayleigh                            | 2           | 7           | 12          | 8           | 19          | 74          | 14          | - UK: Argento  | Misplaced Childhood             |
| 1985                                                                          | Lavender                            | 5           | 39          | —           | —           | —           | —           | —           |                | Misplaced Childhood             |
| 1985                                                                          | Heart of Lothian                    | 29          | 51          | —           | —           | —           | —           | —           |                | Misplaced Childhood             |
| 1986                                                                          | Lady Nina                           | —           | —           | —           | —           | —           | —           | 30          |                | Brief Encounter                 |
| 1986                                                                          | Welcome to the Garden Party         | —           | —           | —           | —           | —           | —           | —           |                | /                               |
| 1987                                                                          | Incommunicado                       | 6           | 22          | 25          | —           | 23          | —           | 24          |                | Clutching at Straws             |
| 1987                                                                          | Sugar Mice                          | 22          | 59          | 45          | —           | —           | —           | —           |                | Clutching at Straws             |
| 1987                                                                          | Warm Wet Circles (Remix)            | 22          | —           | 67          | —           | —           | —           | —           |                | Clutching at Straws             |
| 1988                                                                          | Freaks (Live)                       | 24          | —           | 84          | —           | —           | —           | —           |                | The Thieving Magpie             |
| 1989                                                                          | Hooks in You                        | 30          | 71          | 58          | —           | —           | —           | 49          |                | Seasons End                     |
| 1989                                                                          | Uninvited Guest                     | 53          | —           | 85          | —           | —           | —           | —           |                | Seasons End                     |
| 1990                                                                          | Easter                              | 34          | —           | —           | —           | —           | —           | —           |                | Seasons End                     |
| 1991                                                                          | Cover My Eyes (Pain and Heaven)     | 34          | 73          | 14          | —           | —           | —           | —           |                | Holidays in Eden                |
| 1991                                                                          | No One Can                          | 33          | —           | —           | —           | —           | —           | —           |                | Holidays in Eden                |
| 1991                                                                          | Dry Land                            | 34          | —           | —           | —           | —           | —           | —           |                | Holidays in Eden                |
| 1992                                                                          | Sympathy                            | 17          | —           | 26          | —           | —           | —           | —           |                | A Singles Collection            |
| 1994                                                                          | The Great Escape                    | —           | —           | 38          | —           | —           | —           | —           |                | Brave                           |
| 1994                                                                          | The Hollow Man                      | 30          | —           | —           | —           | —           | —           | —           |                | Brave                           |
| 1994                                                                          | Alone Again in the Lap of Luxury    | 53          | —           | —           | —           | —           | —           | —           |                | Brave                           |
| 1995                                                                          | Beautiful                           | 29          | —           | 46          | —           | —           | —           | —           |                | Afraid of Sunlight              |
| 1997                                                                          | Man of a Thousand Faces             | 98          | —           | —           | —           | —           | —           | —           |                | This Strange Engine             |
| 1997                                                                          | 80 Days                             | 161         | —           | —           | —           | —           | —           | —           |                | This Strange Engine             |
| 1998                                                                          | These Chains                        | 78          | —           | —           | —           | —           | —           | —           |                | Radiation                       |
| 2001                                                                          | Between You and Me/Map of the World | —           | —           | —           | —           | —           | —           | —           |                | Anoraknophobia                  |
| 2004                                                                          | You're Gone                         | 7           | —           | 8           | —           | —           | —           | —           |                | Marbles                         |
| 2004                                                                          | Don't Hurt Yourself                 | 16          | —           | 35          | —           | —           | —           | —           |                | Marbles                         |
| 2004                                                                          | The Damage (Live)                   | —           | —           | —           | —           | —           | —           | —           |                | Marbles Live                    |
| 2007                                                                          | See It Like a Baby                  | 45          | —           | —           | —           | —           | —           | —           |                | Somewhere Else                  |
| 2007                                                                          | Thankyou Whoever You Are/Most Toys  | 15          | —           | 6           | —           | —           | —           | —           |                | Somewhere Else                  |
| 2013                                                                          | The Carol of the Bells              | 146         | —           | —           | —           | —           | —           | —           |                | /                               |
| 2016                                                                          | The New Kings                       | —           | —           | —           | —           | —           | —           | —           |                | Fuck Everyone and Run (F E A R) |
| 2016                                                                          | Living in F E A R                   | —           | —           | —           | —           | —           | —           | —           |                | Fuck Everyone and Run (F E A R) |
| 2020                                                                          | Made Again 2020                     | —           | —           | —           | —           | —           | —           | —           |                | /                               |
| 2021                                                                          | Be Hard on Yourself                 | —           | —           | —           | —           | —           | —           | —           |                | An Hour Before It's Dark        |
| 2022                                                                          | Murder Machines                     | —           | —           | —           | —           | —           | —           | —           |                | An Hour Before It's Dark        |
| "—" indica una pubblicazione non classificata o non pubblicata in quel Paese. |                                     |             |             |             |             |             |             |             |                |                                 |

## Videografia

### Album video
| Anno | Titolo                                                            |
| ---- | ----------------------------------------------------------------- |
| 1983 | Recital of the Script                                             |
| 1984 | Video EP                                                          |
| 1986 | 1982-86: The Videos                                               |
| 1987 | Live from Loreley                                                 |
| 1990 | From Stoke Row to Ipanema: A Year in the Life - June 89 - July 90 |
| 1992 | 1982-1992 - A Singles Collection                                  |
| 1995 | Brave                                                             |
| 2002 | The EMI Singles Collection                                        |
| 2004 | Marbles on the Road                                               |
| 2007 | Somewhere in London                                               |
| 2010 | Live from Cadogan Hall                                            |
| 2014 | A Sunday Night Above the Rain                                     |
| 2015 | Unconventional                                                    |
| 2016 | Out of the Box                                                    |
| 2017 | Marbles in the Park                                               |
| 2018 | All One Tonight - Live at the Royal Albert Hall                   |
| 2020 | With Friends at St David's                                        |

## Racket Records
La Racket Records è l'etichetta discografica indipendente fondata dai Marillion, con la quale pubblicano numerosi album dal vivo e raccolte esclusivamente attraverso il proprio sito ufficiale.

### Pubblicazioni
| Anno | Title                                                                | Catalogo             |
| ---- | -------------------------------------------------------------------- | -------------------- |
| 1992 | Live at the Borderline                                               | Racket 1             |
| 1992 | Live in Caracas                                                      | Racket 2             |
| 1993 | Live in Glasgow                                                      | Racket 3             |
| 1995 | The Making of Brave (2 CD)                                           | Racket 6             |
| 1998 | Tales from the Engine Room                                           | Racket 7             |
| 1998 | Rochester (2 CD)                                                     | Racket 8             |
| 1998 | Piston Broke (2 CD)                                                  | Racket 9             |
| 1999 | Unplugged at the Walls (2 CD)                                        | Racket 10            |
| 1999 | Zodiac                                                               | Racket 11            |
| 2000 | marillion.co.uk                                                      | Racket 12            |
| 2000 | Shot in the Dark (VHS/DVD)                                           | Racket 91P/N/D       |
| 2001 | Crash Course - An Introduction to Marillion                          | Racket 15            |
| 2001 | ReFracted! - The Making of Afraid of Sunlight (2 CD)                 | Racket 17            |
| 2001 | Another DAT at the Office - The Making of This Strange Engine (2 CD) | Racket 18            |
| 2002 | Fallout - The Making of Radiation (2 CD)                             | Racket 19            |
| 2002 | Caught in the Net - The Making of marillion.com (2 CD)               | Racket 20            |
| 2002 | A Piss-Up in a Brewery (DVD)                                         | Racket 92D           |
| 2002 | Brave Live 2002                                                      | Racket 22            |
| 2002 | Brave Live 2002 (DVD)                                                | Racket 93D           |
| 2003 | Before First Light (DVD)                                             | Racket 94D           |
| 2003 | Christmas in the Chapel (DVD)                                        | Racket 95D           |
| 2003 | View from the Balcony                                                | Racket 23            |
| 2004 | Marbles on the Road (2 DVD)                                          | Racket 96P/N         |
| 2004 | Remixomatosis (2 CD)                                                 | Racket 24            |
| 2005 | Popular Music (2 CD)                                                 | Racket 25            |
| 2005 | Marbles by the Sea (2 CD)                                            | Racket 26            |
| 2005 | Wish You Were Here (4 DVD)                                           | Racket 97P/N         |
| 2006 | Unzipped - The Making of Anoraknophobia (2 CD)                       | Racket 27            |
| 2006 | Smoke                                                                | Racket 28            |
| 2006 | Mirrors (2 CD)                                                       | Racket 29            |
| 2006 | Colours and Sound (DVD)                                              | Racket 98P/N         |
| 2007 | Bootleg Butlins (DVD)                                                | Racket 99            |
| 2007 | Friends                                                              | Racket 30            |
| 2007 | Family (2 CD)                                                        | Racket 31            |
| 2007 | Somewhere in London (2 DVD)                                          | Racket 100P/N        |
| 2008 | This Strange Convention (2 DVD)                                      | Racket 101N          |
| 2009 | Happiness Is Cologne (2 CD)                                          | Racket 32            |
| 2010 | Tumbling Down the Years (2 CD)                                       | Racket 33            |
| 2010 | Size Matters (2 CD)                                                  | Racket 34            |
| 2010 | Out of Season (3 DVD)                                                | Racket 102N          |
| 2010 | Keep the Noise Down                                                  | Racket 35            |
| 2010 | Live in Montréal - Saturday (2 CD)                                   | Racket 36            |
| 2010 | Live in Montréal - Sunday (2 CD)                                     | Racket 37            |
| 2010 | Live from Cadogan Hall (2 CD)                                        | Racket 38            |
| 2010 | Live from Cadogan Hall (2 DVD / BD)                                  | Racket 103N/BD       |
| 2010 | M-Tube (DVD)                                                         | Racket 39N           |
| 2011 | Afraid of Sunlight Live 2003                                         | Racket 39            |
| 2011 | This Strange Engine Live 2007                                        | Racket 40            |
| 2011 | Live in Montréal - Friday (2 CD)                                     | Racket 41            |
| 2011 | Live in Montréal (3 DVD)                                             | Racket 104N          |
| 2011 | Seasons End Live 2009 (2 CD)                                         | Racket 42            |
| 2011 | Holidays in Eden Live 2011 (2 CD)                                    | Racket 43            |
| 2011 | Best.Live (2 CD)                                                     | Racket 44            |
| 2012 | A-Z (3 CD)                                                           | Racket 45            |
| 2012 | The Glow Must Go On (2 CD)                                           | Racket 47            |
| 2012 | Holidays in Zélande (5 DVD/3 BD)                                     | Racket 105P/N/BD     |
| 2012 | A Better Way of Live (DVD)                                           | Racket 106N          |
| 2013 | Best of Montréal (2 CD)                                              | Racket 48            |
| 2013 | Best of Leamington (2 CD)                                            | Racket 50            |
| 2013 | Clocks Already Ticking (2 DVD+3 CD)                                  | Racket 106N          |
| 2013 | Brave Live 2002 (DVD+CD)                                             | Racket 107N          |
| 2013 | Brave Live 2013 (2 CD)                                               | Racket 51            |
| 2013 | Brave Live 2013 (2 DVD/BD)                                           | Racket 108P/N/BD     |
| 2014 | A Sunday Night Above the Rain - Holland (2 CD)                       | Racket 52            |
| 2014 | A Sunday Night Above the Rain - Montréal (2 CD)                      | Racket 53            |
| 2014 | A Sunday Night Above the Rain (4 DVD/3 BD)                           | Racket 109N/BD       |
| 2014 | Unsound                                                              | Racket 54            |
| 2014 | A Collection of Recycled Gifts                                       | Racket 55            |
| 2015 | Glass Half Full - The Making of Marbles (3 CD)                       | Racket 56            |
| 2015 | Breaking Records (2 BD)                                              | Racket 110BD         |
| 2015 | Unconventional (DVD / BD)                                            | Racket 111N/BD       |
| 2016 | Waves and Numb3rs (2 CD)                                             | Racket 57            |
| 2016 | Marbles in the Park (2 CD)                                           | Racket 58            |
| 2016 | Singles Night (2 CD)                                                 | Racket 59            |
| 2016 | Out of the Box (3 DVD/3 BD)                                          | Racket 112N/BD       |
| 2017 | Live in Chile (2 CD)                                                 | Racket 60            |
| 2017 | The Gold - Best of Convention 2017                                   | Racket 61            |
| 2018 | All One Tonight - Live at the Royal Albert Hall                      | Racket 62/113N/113BD |
| 2019 | marillion.cl/viernes.noche                                           | Racket 62            |
| 2019 | marillion.cl/en.marquee                                              | Racket 63            |
| 2019 | marillion.cl/dotcom                                                  | Racket 64            |
| 2019 | Satellite Navigation - The Making of Happiness Is the Road           | Racket 65            |
| 2019 | Mr Taurus - The Making of Somewhere Else                             | Racket 66            |
| 2020 | With Friends at St David's (2 CD)                                    | Racket 67            |
| 2020 | With Friends at St David's (2 DVD/2 BD)                              | Racket 115N/BD       |